# Брекешев, Сериккали Амангалиевич
Сериккали Амангалиевич Брекешев (каз. Серікқали Аманғалиұлы Брекешев, род. 14 октября 1972 года, Павлодар, Казахская ССР) — казахстанский государственный деятель, министр экологии, геологии и природных ресурсов Казахстана (2021—2023).

## Биография
В 1995 году окончил Актауский политехнический институт имени Ш. Есенова по специальности «Разработка и эксплуатация нефтяных и газовых месторождений».
1995—1997 гг. — заместитель генерального директора, экономист СП «Казахстанско-Российский торговый дом».
1997 г. — инспектор налогового отдел по городу Актау.
1997—1998 гг. — инженер 8-го разряда АО «Мангистаумунайгаз» в филиале управления по материально-техническому обеспечению и реализации продукции «Мунайгермес».
1998—2006 гг. — мастер по добыче нефти, инженер по эксплуатации, менеджер промысла ЗАО «Каракудукмунай».
2007—2008 гг. — начальник управления мониторинга добычи нефти департамента развития нефтяной промышленности Министерства энергетики и минеральных ресурсов Казахстана.
2009—2010 гг. — заместитель директора департамента развития газовой промышленности Министерства энергетики и минеральных ресурсов Казахстана.
2010—2014 гг. — директор департамента развития газовой промышленности Министерства нефти и газа Казахстана.
2014—2015 гг. — заместитель генерального директора ТОО «BNG Ltd».
2015 г. — директор департамента технической политики АО «КазТрансГаз».
2015 г. — управляющий директор по управлению ГТС АО «КазТрансГаз».
2015—2016 гг. — управляющий директор по технической политике АО «КазТрансГаз».
2016—2018 гг. — директор производственно-технического департамента АО «КазТрансГаз».
2018 г. — март 2020 г. — заместитель генерального директора по технической политике АО «КазТрансГаз».
Март 2020 года — 10 сентября 2021 года — вице-министр экологии, геологии и природных ресурсов Казахстана.
С 10 сентября 2021 года по 4 января 2023 года — министр экологии, геологии и природных ресурсов Республики Казахстан.
С февраля 2023 года — заместитель председателя правления по развитию газовых проектов АО НК «КазМунайГаз».

## Награды
- Почётные грамоты Министерства нефти и газа и Президента РК[4].
- Благодарственное письмо Премьер-Министра РК[4].
- Медаль «За вклад в развитие Евразийского экономического союза» (29 мая 2019 года, Высший Евразийский экономический совет)[5].